# 동진여객 (부산)
동진여객(東進旅客)은 부산광역시 사하구 다대로 722 (다대동)에 본사를 둔 시내버스 업체이다. 다대포, 장림, 신평 지역을 중심으로 노선을 운영하고 있다. 마을버스 업체인 동진서비스(東進―)를 분리했다가 합병했으나,다시 분리 되었다.

## 주요 연혁
- 1980년 4월 10일: 신아여객(新亞旅客)이라는 상호로 회사 설립
- 1980년: 안전여객으로 사명 변경
- 1985년 10월 1일: 광진여객과 합병하였고, 안전여객에서 현재의 사명으로 변경되었다.
- 2000년대: 동진서비스 합병
- 2017년: 동진서비스 분리

## 차고지
- 부산광역시 사하구 다대로 722 (다대동) (본사: 3번, 11번, 96번, 338번 시종착 및 관리 / 2000번 야간주박 및 관리)
- 부산광역시 사하구 다산로 226번길 18(장림동) (장림영업소: 운휴차량 관리)
- 부산광역시 서구 암남동 601-6(송도 혜성아파트 종점 회차지: 96번 회차지)

## 운행 노선

### 시내버스
- ● 3번 : 다대포 ↔ 효림초등학교 ↔ 동매역 ↔ 신평배고개 ↔ 사하구청 ↔ 하단역 ↔ 명지국제신도시 ↔ 명지오션시티 ↔ 신호중학교
- ● 11번 : 다대포 ↔ 장림시장 ↔ 하단역 ↔ 대티터널 ↔ 구덕운동장 ↔ 남포동 ↔ 영선로터리
- ● 96번 : 다대포 ↔ 제일제당 ↔ 구평초등학교 ↔ 괴정초등학교 ↔ 대티고개 ↔ 동대신역 ↔ 서구청 ↔ 송도
- ● 338번 : 다대포 ↔ 롯데캐슬몰운대 ↔ 영남중학교 ↔ 장림시장 ↔ 하단역 ↔ 동아대학교 ↔ 새벽시장 ↔ 서부터미널 ↔ 모라주공 (이 노선은 동원여객과 공동 배차한다.)

### 급행버스
- ● 2000번 : 하단역 ↔ 명지신도시 ↔ 경제자유구역청 ↔ 거가대교 ↔ 장목 ↔ 옥포중학교 ↔ 거제소방서 ↔ 고현버스터미널 (이 노선은 동원여객, 동남여객, 태영버스, 삼화여객, 세일교통과 공동 배차한다.)

## 보유 차량
- 현대 그린시티
- 뉴 슈퍼 에어로시티
- 저상 뉴 슈퍼 에어로시티
- 일렉시티
- 유니버스 스페이스 엘레강스